# Саудовско-суданские отношения
Саудовско-суданские отношения — длительные исторические и нынешние отношения между Саудовской Аравией и Суданом.
Обе страны, как и большинство арабских стран, связаны исторически, но их отношения претерпевают как времена сотрудничества, так и времена конфликтов. Так решение Омара аль-Башира направить суданские войска на войну в Йемен послужили толчком к налаживанию отношений, которые ранее были напряжёнными в течение десятилетий. В результате Судан был принят в Исламскую военную коалицию.

## История
Судан и Саудовская Аравия установили дипломатические отношения после обретения Суданом независимости в 1956 году. Отношения между двумя странами были устойчивыми, несмотря на нестабильность в Судане.
В 1973 году саудовское посольство в Хартуме было атаковано членами Чёрного сентября.
Однако после того, как Омар аль-Башир совершил государственный переворот в Судане в 1989 году, отношения между двумя странами вскоре обострились. Саудовская Аравия обвинила Судан в том, что тот являлся клиентом Ирана и ввела санкции против него, а также поддержала повстанцев Дарфура и высказалась за независимость Южного Судана, которая в итоге была достигнута в 2011 году. Саудовская Аравия также призывала к обвинению аль-Башира в геноциде в Дарфуре, в то же время обязавшись финансировать восстановление Дарфура. Отношения между Саудовской Аравией и Суданом были очень плохими. 
До начала войны в Йемене в 2014 году обе страны работали над восстановлением отношений, которые тогда аль-Башир описал как "нормальные".

### Война в Персидском заливе
Судан выступил против Саудовской Аравии во время войны в Персидском заливе, что вызвало враждебное отношение к Судану и у других арабских стран, вместе с Саудовской Аравией защищавших Кувейт от агрессии Ирака. В итоге Саудовская Аравия ввела более жёсткие экономические санкции и сократила дипломатические связи с Суданом.

### Гражданская война в Йемене
Война в Йемене стала причиной значительных изменений в отношениях двух стран, которая превратила их из соперников в партнёров. Судан изгнал иранских дипломатов из страны и направил войска в Йемен для борьбы против хуситов в союзе с саудовскими войсками. В итоге, отношения Судана с Саудовской Аравией неожиданно укрепились, в то же время его отношения с Ираном достигли крайне низкой точки.  
Две страны наладили более тесное военное сотрудничество. Саудовская Аравия поддерживала Судан, лоббируя снятие с него санкций, введённых США, давних союзников Саудовской Аравии. Это и было сделано в 2017 году администрацией Трампа.